# Tân Nam (xã)
Tân Nam là một xã cũ thuộc huyện Quang Bình cũ, tỉnh Hà Giang cũ, Việt Nam.

## Địa lý
Xã Tân Nam nằm ở phía bắc huyện Quang Bình, có vị trí địa lý:
- Phía đông giáp xã Tiên Nguyên
- Phía tây và bắc giáp huyện Xín Mần
- Phía nam giáp thị trấn Yên Bình và xã Yên Thành.

Xã Tân Nam có diện tích 82,56 km², dân số năm 2019 là 3.092 người, mật độ dân số đạt 38 người/km².

## Lịch sử
Trước đây, Tân Nam là một xã thuộc huyện Xín Mần.
Ngày 1 tháng 12 năm 2003, Chính phủ ban hành Nghị định 146/2003/NĐ-CP về việc thành lập huyện Quang Bình trên cơ sở điều chỉnh 7.683 ha diện tích tự nhiên và 2.482 nhân khẩu của xã Tân Nam thuộc huyện Xín Mần sang trực thuộc huyện Quang Bình.